# Isla de Corossol
La Isla de Corossol (en francés: Île du Corossol) es una isla del archipiélago de las Siete islas en la provincia de Quebec, situada en la costa norte del Golfo de San Lorenzo. Se trata de un santuario de aves migratorias y el lugar que alberga un faro abandonado. La isla deriva su nombre de Corossol un barco francés que se hundió en 1693. Debido a un error la isla ha sido conocida por el nombre "equivocado" de isla de Carrusel.
El nombre de la isla proviene del hundimiento del Corossol en noviembre de 1693. Esto llevó, entre otras cosas a la muerte de Jacques de Lalande de Gayon, que era co-señor de la señoría de islas e islotes-de-Mingan con Louis Jolliet. El barco, fue encontrado en 1990 entre la isla Manowin y la isla de Corossol. El nombre francés de la nave recuerda a la Guanábana, un producto de la América tropical.